# Vilém Tvrzský
Vilém Tvrzský (1880 – 1943) byl český šermíř a olympionik.
V. Tvrzský byl členem šermířského klubu Riegel.
Reprezentoval také Čechy na Olympijských hrách. Na LOH 1908 kde soutěžil v kordu (jednotlivci, družstvo) a v šavly (jednotlivci). Na LOH 1912 ve fleretu a v kordu (oboje jednotlivci).
A za Československo na LOH 1920 v kordu a v šavly (oboje jednotlivci) a ve fleretu (jednotlivci, družstvo).